# Muribacinus gadiyuli
Muribacinus gadiyuli és una espècie extinta de marsupials carnívors. És un dels membres més primitius de la família dels tilacínids, a més de ser un dels més petits. Fou descrit a partir de material fòssil trobat a Riversleigh (Austràlia).